# Accords Murphy-Weygand
Les accords Murphy-Weygan sont des accords diplomatiques et commerciaux signés par Robert Murphy et Maxime Weygand le 26 février 1941, et ratifiés à Vichy le 10 mars 1941.

## Contexte

### Visée géopolitique américaine
Le président Franklin Roosevelt est inquiet par la modification de la situation géopolitique en Europe de l'Ouest après l'invasion de la France. Le régime de Vichy se soumet volontiers aux intérêts du Troisième Reich ; or, la France dispose d'une Marine de guerre puissante qui pourrait être utilisée par l'Allemagne nazie pour attaquer ultérieurement des cibles américaines. En plus de cela, Roosevelt perçoit une opportunité économique importante pour son pays : les gouvernements français de la Troisième République avaient refusé d'abaisser les droits de douane dans les territoires de l'Empire colonial français. 
Dès la mise en place du régime de Vichy, Roosevelt s'assure de nouer des liens de qualité avec les hauts responsables du régime. Il appelle Philippe Pétain « mon cher vieil ami », et l'entourage de Pétain est antigaulliste, contre la souveraineté française, et atlantiste. Négocier un accord avec Vichy pourrait aussi permettre de rattacher Vichy à l'Amérique plutôt qu'à l'Allemagne, et ainsi éviter une déstabilisation stratégique de l'Europe de l'Ouest et de l'Afrique. Aussi, un investissement américain en Afrique permettrait, comme le souligne Pierre Abramovici, de « favoriser l'implantation d'un réseau politique et militaire visant à la préparation d'un débarquement, ce qui aura effectivement lieu en novembre 1942 ». Roosevelt comprend enfin qu'il a la possibilité de faire ouvrir les frontières douanières de l'Empire français pour augmenter les exportations américaines, et d'approfondir une coopération dans les territoires africains afin d'avancer les objectifs stratégiques américains. 

### Visée géopolitique britannique
Le Royaume-Uni n'est pas officiellement partie de l'accord. Le pays participe toutefois activement aux négociations en restant en contact permanent avec les États-Unis. Le ministre de l'Économie de guerre, Hugh Dalton, écrit dans un mémorandum secret : « Récemment, dans l'espoir de vérifier l'infiltration allemande en Afrique du Nord, nous avons proposés à Washington de faire une offre dramatique à Vichy, par laquelle nous donnerions des navicerts de 5 à 8 millions de boisseaux de blé pour la France non occupée et une quantité raisonnable de principaux produits pour l'Afrique du Nord française. Mais à la condition que Vichy arrête cette infiltration et accepte le contrôle par les observateurs américains de la distribution de ces importations ; et que certains observateurs britanniques devraient également entrer en Afrique du Nord française, soit comme agents consulaires, soit autrement ».

### Visée politique du régime de Vichy
Le gouvernement de Vichy, lui, cherche à cette époque à obtenir une aide américaine, notamment économique, pour sa zone non occupée. L'Afrique du Nord n'est plus ravitaillée que très difficilement, et les populations souffrent. Vichy souhaite obtenir des Américains qu'ils ravitaillent l'Afrique française afin d'éviter de stimuler la dissidence gaulliste. L'Afrique équatoriale française s'est en effet spontanément rangée du côté de Charles de Gaulle après l'appel du 18 Juin.

## Accords

### Négociateurs
Roosevelt nomme un diplomate de confiance, Robert Murphy, comme son représentant personnel en Afrique française. Son homologue est alors Maxime Weygand, envoyé par Pétain comme délégué général du gouvernement de Vichy dans la zone. 
Weygand arrive une liste de produits prioritaires. Les produits de la liste A sont des produits alimentaires et manufacturés, ainsi que du carburant et des matières premières ; la liste B concerne les matériels de transmission radio, etc.

### Contenu
Les accords Murphy-Weygand visent à « permettre l'envoi immédiat de certains produits [américains] particulièrement nécessaires » dans la zone ; ces produits ne doivent toutefois pas être réexportés ou entrer en possession des allemands. Ils mettent en place un programme d'urgence, par lequel les États-Unis fournissent du sucre (30 000 tonnes), de l'essence et du pétrole (10 000 et 4 000 tonnes), du charbon (70 000 tonnes), etc.
Cette aide n'est pas gratuite, alors le régime de Vichy tente de faire revenir en Afrique du Nord les réserves d'or de la Banque de France cachées en Afrique et aux Antilles en 1939 et 1940. N'y arrivant pas, elle finit par payer par des saisies d'avoirs français aux États-Unis. Les Américains demandent également la libération de prisonniers britanniques gardés par les Français au Maroc français, ainsi que la stabilisation du nombre de soldats nazis en Afrique du Nord, ce que les Français se déclarent prêts à accepter.
Les Américains gagnent le droit de s'implanter en Afrique du Nord pour contrôler les chargements des navires en partance pour la France métropolitaine. Murphy nomme douze vice-consuls, qui contrôlent une part croissante des activités portuaires françaises d'Afrique du Nord.

## Conséquences

### Signe précurseur de l'engagement américain
Comme l'écrit Gérard Bossuat, par ces accords, les Américains, « neutres officiellement, [...] venaient de manifester qu’ils ne l’étaient plus en réalité, tout en ayant la force de faire croire qu’ils le resteraient encore ». Le contenu de l'accord témoigne en effet de ce que les États-Unis voulaient bloquer l'avancée nazie en Afrique du Nord. Ainsi, lorsque l'Allemagne faisait une tentative de se déployer en Afrique française, les envois américains cessaient provisoirement. Au début de l'année 1942, lorsque les États-Unis trouvent des indices corroborant l'accusation britannique selon laquelle des exportations américaines avaient été réexportées à Erwin Rommel, les exportations cessent à nouveau.

### Livraisons effectives
Les accords fonctionnent de mars 1941 jusqu'à novembre 1942. En 1942, selon Bossuat, les États-Unis comptent pour 8,1 % des importations de l'Afrique du Nord.   

### Oppositions nazies et britanniques en 1941 et 1942
Les Nazis interdisent la poursuite des négociations après février 1941. L'Allemagne promet de ravitailler l'Afrique du Nord, dans l'objectif stratégique de limiter l'influence stratégique des Américains. Les accords sont néanmoins signés à Vichy le 10 mars 1941. 
Son application est émaillée d'incidents réguliers. Les Britanniques ont freiné son application, considérant qu'aider Weygand et l'amiral François Darlan revenait à aider l'Allemagne nazie. Des navires britanniques ont ainsi arrêté à de plusieurs reprises des navires transporteurs de Vichy. De plus, le régime de Vichy remercie Weygand en novembre 1941 sur l'exigence des nazis.  

### Suspension provisoire américaine en avril 1942
Lorsqu'en avril 1942, Pétain marginalise Darlan pour donner le pouvoir à Pierre Laval, la presse américaine s'insurge : le Washington Post appelle Roosevelt à reconnaître de gouvernement gaulliste en exil comme « le vrai gouvernement de la France », et le New York Times écrit que « Laval est Hitler ». Sous pression, Roosevelt rappelle à Washington l'ambassadeur William Leahy et suspend l'accord commercial.  
La question est alors soulevée par l'administration Roosevelt de remettre en place, ou non, l'accord. Le Conseil de guerre économique (Board of Economic Warfare) soutient qu'il vaut mieux pour les États-Unis profiter de la situation pour suspendre les accords : en rendant possible une famine en Afrique du Nord, les populations arabes mettraient la faute sur le régime de Vichy et accueilleraient à bras ouverts les Américains en libérateurs. Leahy, devenu chef de cabinet de la Maison-Blanche, s'oppose toutefois à cette stratégie, en soutenant que l'Amérique doit au contraire continuer à nourrir des relations amicales avec les dirigeants coloniaux français. Le 11 juin, le Département d’État reprend les exportations vers l'Afrique du Nord.  